# 上官鉝
上官鉝（1611年—1683年），字三立，山西承宣布政使司平陽府翼城縣（今山西省翼城縣）人，清朝初年政治人物。

## 生平
明崇禎十五年（1642年）壬午科鄉試舉人，崇祯十六年（1643年）联捷癸未科進士。
明亡仕清，順治二年（1645年），授內閣中書舍人，典陕西鄉試。順治五年，改山東道試監察御史、湖廣湖南巡按御史、江寧巡按御史等，后掌河南道御史，发丁酉江南乡试科场案。順治十五年，改湖廣道監察御史。順治十八年，任順天府府丞。康熙三年（1664年）任大理寺少卿。康熙九年，升任太常寺卿。次年，任宗人府府丞。康熙十年，任都察院左副都御史，以疏劾三藩跋扈，次年降改太常寺少卿。康熙十二年，兄丧告归，建石桥于北关，行人便之，稱爲中丞橋，一日無病而逝。

## 著作
著有《誠正齋集》八卷。

## 家族
曾祖上官臣，壽官。祖父上官思光，以子陞貴，累赠儒林郎大理寺寺副。父上官薦，諸生，生三子：長子上官鉉，字玉鉉，登順治丙戌鄉薦，己亥進士，任太原府教授。仲子上官鑑，字金之，明崇禎己卯鄉薦，清順治丙戌進士，官至河南參議。季子即鉝。叔上官陞，官大理寺右寺副。